# Région de Chéticamp
Le pays de Chéticamp ou région de Chéticamp est une région de la Nouvelle-Écosse, au Canada, située sur la côte ouest de l'île du Cap-Breton. Elle comprend la ville de Chéticamp ainsi que les villages de Saint-Joseph-du-Moine et de Margaree. Le pays de Chéticamp forme la partie acadienne et francophone du comté d'Inverness.